# Svenska skrivregler
Svenska skrivregler är konventioner för användning av svenska språket.

## Standarder
I svenskan finns flera olika standardverk för skrivregler.

### Svenska Akademiens ordlista och ordbok
När det gäller stavning och böjning är Svenska Akademiens ordlista (SAOL) den vedertagna referensen. SAOL definierar inte alla ord som ingår i svenska språket. En ordlista i ett band kan omöjligen ta upp alla facktermer, sammansättningar och nyord, utan måste begränsas till de vanligaste och mest etablerade orden. Den finns numera tillgänglig på internet.
Även Svenska Akademiens ordbok finns på internet. En del av uppslagsorden är mycket gamla.

### Svenska skrivregler
Språkrådet ger ut Svenska skrivregler, som med jämna mellanrum utkommer i nya utgåvor. Den är lättläst och praktiskt inriktad. En del av dess innehåll finns på internet.

### Myndigheternas skrivregler
Myndigheternas skrivregler är en samling skrivregler utgiven av Regeringskansliet i Sverige med syfte att skapa konventioner för språkvård inom svensk förvaltning. Skrivreglerna finns fritt tillgängliga på internet och som tryckt publikation. De uppdateras inte lika ofta som TT-språket.[källa behövs]

### TT-språket
TT-språket är en samling skrivregler från Tidningarnas Telegrambyrå (TT) för hur svensk nyhetsförmedling ska skriva god svenska. Tipsen om språkvård är utarbetade för TT:s egna medarbetare, men hålls uppdaterade på TT:s webbsida och följs av många inom svensk press, tv och radio.

### Specialområden
Det finns ordlistor och rekommendationer inom vissa områden.
- Storheter och enheter: Svenska institutet för standarder (SIS) ger ut böckerna SI-Guide och Storheter och enheter – SI måttenheter. Där finns rekommendationer om storheter och enheter inom SI, omräkningsfaktorer för äldre enheter, andra liknande standarder samt skrivsätt (exempelvis stora eller små bokstäver samt rak eller kursiv stil).
- Teknisk terminologi och fackspråk: Terminologicentrum (TNC) gav ut Skrivregler för svenska och engelska från TNC.[1] Till Terminologicentrum var Svenska datatermgruppen och Svenska biotermgruppen knutna.
- Offentlig förvaltning: Europeiska Unionen (EU) ger ut en publikationshandbok på unionens officiella språk med skriv- och språkregler. Det svenska justitiedepartementet har sammanställt en "svart lista" över mindre lämpliga formuleringar som förekommer i författningsspråk.